# Parsbit
Parsbit, även känd som Prisbit och Barsbek, född okänt år, död okänt år, var en khazarisk regent under 730-talet. 
Hon är främst känd för att ha sänt den khazariska generalen Tar'mach att invadera Armenien år 730. Det är känt att hon regerande över khazarerna vid denna tid, men det är inte känt exakt varför: om det var som ställföreträdande regent för en oförmögen make, som förmyndare för en omyndig son, eller som monark i eget namn. Historiker bedömer det inte som troligt att hon var ställföreträdare för en på något sätt inkompetent monark, eftersom khazarerna praktiserade rituellt mord på alla icke kapabla monarker. Samtida armeniska källor kallar henne endast "khanens moder".